# Formuła wyścigowa

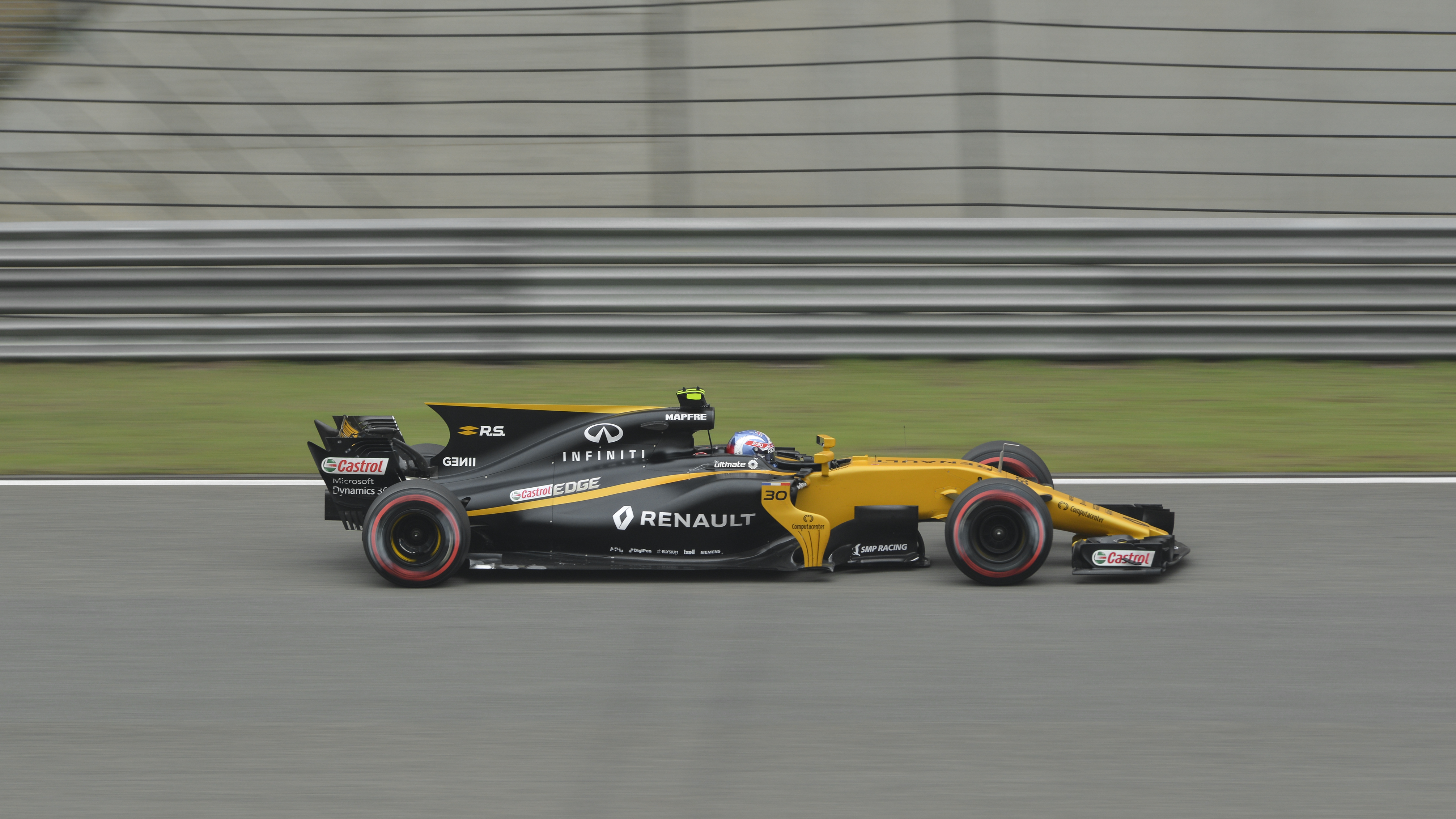
Renault R.S.17 – współczesny samochód Formuły 1

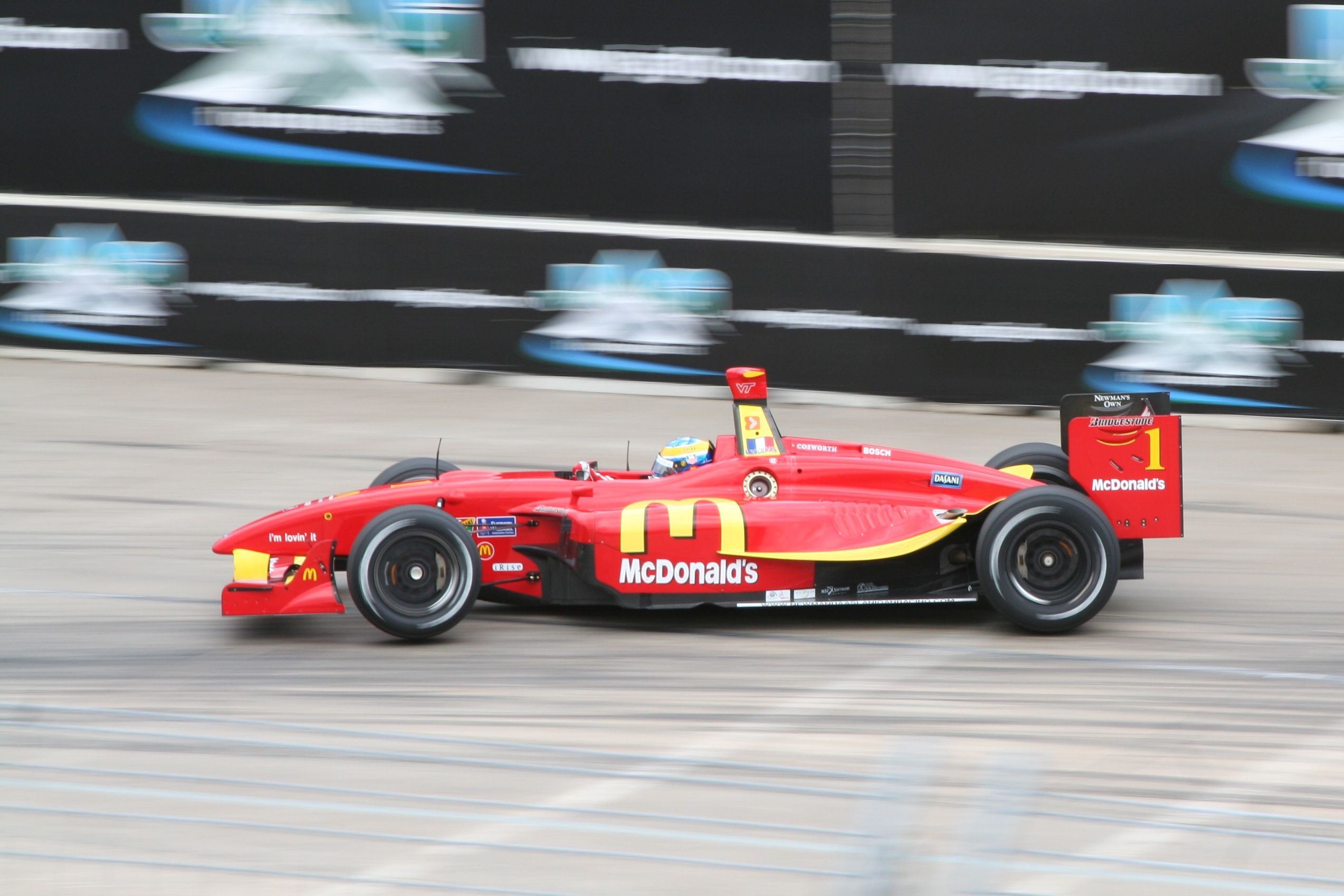
Panoz DP01 – współczesny samochód Champ Car

Formuła wyścigowa – forma wyścigów samochodowych, w których typ używanego samochodu jest ściśle określony przez przepisy rywalizacji. Pomimo tego, że termin można odnieść do każdej formy sportu motorowego od czasu jego powstania na początku XX wieku, jest on powszechnie używany do określenia samochodów o otwartym nadwoziu (tzw. open wheel), zbudowanych specjalnie dla wyścigów. Zazwyczaj w nazwie serii występuje wyraz formuła.

## Formuły
- A1 Grand Prix
- Atlantic Championship
- Champ Car
- Europejski Puchar Formuły Renault 2.0
- Formuła 1
- Formuła 2
- Formuła 3
- Formuła 4000
- Formuła 500
- Formuła BMW
- Formuła Dodge (Skip Barber National Championship)
- Formuła E
- Formuła Ford
- Formuła Pierwsza
- Formuła Libre
- Formuła LGB Hyundai (Indie)
- Formuła LGB Swift (Indie)
- Formuła Maruti (Indie)
- Formuła Mazda
- Formuła Renault 3.5 (World Series by Renault)
- Formuła Rolon (Indie)
- Formuła Vee
- Seria GP2
- Seria GP3
- Super Formula
- Grand Prix Masters

### Historyczne formuły
- Azjatycka seria GP2
- Barber Dodge Pro Series
- Formula 2000
- Formuła 3000
- Formula 5000
- Formula Alfa Boxer
- Formula Fiat Abarth
- Formuła Junior
- Formuła Nissan (World Series by Nissan)
- Formuła Opel
- Formula Tasman
- Superleague Formula

## Porównanie najwyższych formuł
|                      | Formuła 1                     | Champ Car               | GP2             | A1 Grand Prix   | Formuła Renault 3.5 | IndyCar Series                |
| Ogólne               | Ogólne                        | Ogólne                  | Ogólne          | Ogólne          | Ogólne              | Ogólne                        |
| -------------------- | ----------------------------- | ----------------------- | --------------- | --------------- | ------------------- | ----------------------------- |
| Organizowana od      | 1950                          | 1979                    | 2005            | 2005            | 2005                | 1994                          |
| Producenci podwozi   | - Różni                       | - Panoz                 | - Dallara       | - Lola          | - Dallara           | - Panoz - Dallara             |
| Silniki              |                               |                         |                 |                 |                     |                               |
| Producenci           | Różni                         | Cosworth                | Renault         | Zytek           | Renault             | Honda                         |
| Maksymalna pojemność | 1600 cm³                      | 2650 cm³                | 4000 cm³        | 3400 cm³        | 3500 cm³            | 2200 cm³                      |
| Typ silnika          | V6, doładowany                | V8, doładowany          | V8, wolnossący  | V8, wolnossący  | V6, wolnossący      | V6, doładowany                |
| Paliwo               | benzyna                       | metanol                 | benzyna         | benzyna         | benzyna             | metanol                       |
| Maksymalna moc       | 875-950 KM (643-698 kW)       | 750-800 KM (560-597 kW) | 580 KM (432 kW) | 520 KM (387 kW) | 425 KM (317 kW)     | 750 KM (559 kW)               |
| Obroty silnika       | 15 000 obr./min., ograniczone |                         |                 |                 |                     | 10 300 obr./min., ograniczone |
| Osiągi               |                               |                         |                 |                 |                     |                               |
| Prędkość maksymalna  | ok. 400 km/h                  | 390 km/h                | 320 km/h        |                 |                     |                               |
| 0-100 km/h           | 1,9 sek.                      |                         |                 |                 |                     |                               |
| 0-200 km/h           | 3,9 sek.                      |                         | 6,7 sek.        |                 |                     |                               |